# Jeri Taylor
Jeri Cecile Taylor (Bloomington, 30 de junio de 1938-Davis, 24 de octubre de 2024) fue una guionista y productora de televisión estadounidense, autora de cuantiosos episodios de las series Star Trek: The Next Generation y Star Trek: Voyager.

## Primeros años
Se educó en la Universidad de Indiana, donde fue miembro de Kappa Alpha Theta. Obtuvo además una maestría en Artes en inglés por la Universidad Estatal de California, Northridge, en 1966.

## Guion deStar Trek
Taylor escribió guiones para series de televisión como La pequeña casa en la pradera y El increíble Hulk, luego trabajó como productora y directora en Quincy y Jake y el Gordo. Mientras trabajaban en Jake y el Gordo, Taylor y su socio productor David Moessinger contrataron a J. Michael Straczynski (quien más tarde crearía Babylon 5) como consultor ejecutivo de historias, lo que le dio su primera experiencia trabajando en un programa de una hora de duración. Taylor fue recomendada a los productores de Star Trek: La nueva generación por Lee Sheldon, con quien había trabajado en Quincy.
Taylor se unió al personal de The Next Generation al comienzo de la cuarta temporada como productora supervisora,  coescribiendo el segundo episodio que entró en producción, "Suddenly Human". Después de dos años, Taylor se convirtió en coproductora ejecutiva junto a Rick Berman y Michael Piller y se desempeñó como productora ejecutiva/showrunner de la (última) séptima temporada de The Next Generation. Durante este tiempo, recibió crédito en varios episodios, incluido el episodio final de Wil Wheaton como personaje regular, "Final Mission"; el episodio que presentó a la raza cardassiana, que apareció mucho en Star Trek: Deep Space Nine, "The Wounded"; el primero de un episodio de dos partes con Spock, "Unification", y el guion del que dijo que estaba más orgullosa, "The Drumhead".
Durante el último año de The Next Generation, Taylor trabajó con Rick Berman y Michael Piller para desarrollar la cuarta serie de Star Trek, Star Trek: Voyager. Cuando terminó la producción de la La nueva generación, Taylor se trasladó al equipo de producción de Voyager y trabajó como productora ejecutiva junto a Rick Berman durante los primeros cuatro años. A principios de la tercera temporada, cuando Piller pasó a un papel reducido de consultor creativo, Taylor se convirtió en jefa del equipo de guionistas (showrunner) y permaneció en ese papel hasta el final de la cuarta temporada en 1998, cuando se retiró y entregó el control del equipo de guionistas a Brannon Braga. A pesar de retirarse, continuó trabajando con el equipo de Voyager como consultora creativa durante las últimas tres temporadas del programa.
Durante su tiempo en The Next Generation y Voyager, Taylor escribió tres novelas de Star Trek para Pocket Books: una novelización de "Unification" que escribió al mismo tiempo que estaba escribiendo su primera parte, y dos novelas de Voyager que ampliaron los antecedentes de los personajes que había ayudado a crear para la serie. En Pathways, por ejemplo, utiliza una presentación arreglada para describir las experiencias de la infancia y la adultez temprana de varios personajes que los llevaron a unirse a la tripulación del Voyager.
Entre 1995 y 1998, Taylor donó a la Biblioteca Lilly de la Universidad de Indiana una colección de su trabajo como guionista, incluidos bosquejos, guiones para la serie La nueva generación y para las dos primeras temporadas de Voyager, notas técnicas, listas de actores y cronogramas de rodaje para la temporada final de La nueva generación (1993-1994), hojas de convocatoria de casting y notas de investigación para Voyager (1994-1996). Algunos de los esquemas, notas técnicas y listas contienen cambios y comentarios escritos a mano por Taylor.